# (6005) 1989 BD
1989 بي دي (ويعرف أيضًا باسم (6005) 1989 بي دي وفق تسمية الكوكب الصغير) (بالإنجليزية: 1989 BD)‏ هو كويكب ضمن حزام الكويكبات؛ وترتيبه 6005 من حيث الاكتشاف.
اكتُشف هذا الجُرم الفلكي بواسطة هيروشي كانيدا في 29 يناير 1989.

## وصلات خارجية
- (6005) 1989 BD في قاعدة بيانات مختبر الدفع النفاث لأجرام النظام الشمسي الصغيرة

- الاكتشاف · مخطط المدار ·  العناصر المدارية · المعلمات المادية

- (6005) 1989 BD على موقع ويكي سكاي: DSS2, SDSS, GALEX, IRAS, Hydrogen α, X-Ray, Astrophoto, Sky Map, Articles and images